# 莉齐·伯恩斯

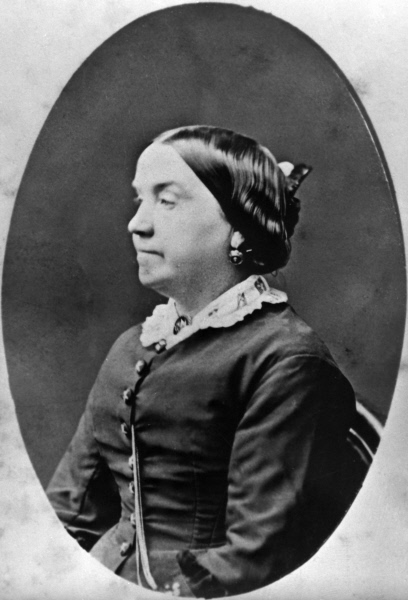
莉齐·伯恩斯

莉迪娅·“莉齐”·伯恩斯（英語：Lydia "Lizzie" Burns；1827年8月6日—1878年9月12日）是一位爱尔兰工人阶级妇女。她是德国哲学家弗里德里希·恩格斯的妻子。

## 生平
莉齐·伯恩斯的父亲是棉纺厂染工迈克尔·伯恩斯，母亲是玛丽·康罗伊。他们一家可能住在英国英格兰曼彻斯特市中心丁斯盖特街附近。1835年，莉齐的母亲去世，父亲在一年后再婚。
莉齐的姐姐玛丽是恩格斯的伴侣，后于1863年因心脏病突发去世。玛丽·伯恩斯和恩格斯认为婚姻是一种资产阶级制度，因此从未结婚。1850年代，玛丽·伯恩斯和恩格斯住在阿德威克时，莉齐作为管家与他们同住。在姐姐去世后，她最终成为恩格斯的伴侣。在1870年代，他们公开以夫妻的名义住在伦敦，莉齐的侄女玛丽·艾伦（被称为“潘普斯”）担任他们的管家。
莉齐和她的姐姐都被认为是虽不识字但却聪明的女性，与工人阶级有着深厚的联系。她们向恩格斯展示了英国工厂工人的实际生活状况。爱琳娜·马克思写道：“莉齐不识字，不能阅读或书写，但她真诚、诚实，并且在某些方面是你能遇到的最优秀的女性之一。”
雷切尔·霍姆斯指出：“像她的姐姐一样，莉齐·伯恩斯是爱尔兰共和运动的忠实参与者，她与恩格斯共享的位于莫宁顿街86号的房子是芬尼亚运动活动家们的聚会场所和安全屋。她热爱自由、不受拘束、自主且极具政治意识，同时也是个充满乐趣的人。”莉齐对年轻的爱琳娜·马克思有着相当大的影响力，使她也成为爱尔兰民族主义和芬尼亚运动的热心支持者。尽管她的父亲卡尔·马克思对芬尼亚分子的暴力手段有所保留，但爱琳娜完全认同他们，经常在给莉齐的信中署名为“爱琳娜，芬尼亚姐妹”。
1878年9月初，莉齐因肿瘤病重，为了尊重她的宗教信仰，恩格斯与她结婚。她在结婚后数小时去世。她的去世对恩格斯产生了深刻的影响。恩格斯后来写道：“我的妻子是爱尔兰无产阶级的真正孩子，她对自己出生的阶级充满激情的忠诚，比所有受过教育、艺术修养的中产阶级才女的优雅都更有价值——在艰难时刻也更能帮助我。”
恩格斯将莉迪亚安葬在肯萨尔格林的圣玛丽天主教公墓，并在墓碑上写道：“弗里德里希·恩格斯的妻子莉迪娅。”